# Blenina puloa
Blenina puloa är en fjärilsart som beskrevs av Swinhoe 1901. Blenina puloa ingår i släktet Blenina och familjen trågspinnare. Inga underarter finns listade i Catalogue of Life.